# Star Wars: Episode III – Revenge of the Sith (игра)
Star Wars. Episode III: Revenge of the Sith — видеоигра 2005 года по мотивам одноимённого фильма. Сюжет концентрируется на джедаях Оби-Ване Кеноби и Энакине Скайуокере, в то время как галактический конфликт Войны клонов подходит к концу. Игра содержит семнадцать уровней, каждый из которых переплетается с отрезками по двенадцать минут из фильма. 2 апреля игра вышла для мобильных телефонов, 4 мая была выпущена для PlayStation 2, Xbox, Game Boy Advance, Nintendo DS.

## Сюжет
Сюжет игры очень близко следует сюжету фильма. Игроку даётся поиграть либо за Энакина Скайуокера, либо за Оби-Вана Кеноби (в зависимости от места действий и событий миссий). Большинство миссий за Оби-Вана сосредоточено на поимке и устранении генерала Гривуса, в то время как большинство миссий за Энакина повествует о переходе Скайуокера на тёмную сторону и уничтожении Ордена джедаев (включая нападение Энакина на Храм джедаев, оканчивающееся дуэлями Скайуокера с Серрой Кето и её учителем Цином Драллигом). Игра заканчивается дуэлью Оби-Вана и Энакина на Мустафаре. Существуют две концовки игры — в одной концовке Оби-Ван побеждает Энакина, как в фильме, а в другой концовке Энакин убивает Оби-Вана, а затем получает новый красный световой меч от прилетевшего на Мустафар императора Палпатина. Получив новый меч, Энакин убивает им и императора.

## Восприятие
| Сводный рейтинг    | Сводный рейтинг | Сводный рейтинг | Сводный рейтинг | Сводный рейтинг | Сводный рейтинг |
| Издание            | Оценка          | Оценка          | Оценка          | Оценка          | Оценка          |
| Издание            | DS              | GBA             | PS2             | Xbox            | Мобильные       |
| ------------------ | --------------- | --------------- | --------------- | --------------- | --------------- |
| GameRankings       | 71,85 %         | 71,41 %         | 64,53 %         | 65,85 %         | N/A             |
| Metacritic         | 73/100          | 73/100          | 60/100          | 61/100          | N/A             |
| Иноязычные издания |                 |                 |                 |                 |                 |
| Издание            | Оценка          | Оценка          | Оценка          | Оценка          | Оценка          |
| Издание            | DS              | GBA             | PS2             | Xbox            | Мобильные       |
| Edge               | N/A             | N/A             | 4/10            | 4/10            | N/A             |
| EGM                | 4,17/10         | 7,17/10         | 5,33/10         | 5,33/10         | N/A             |
| Eurogamer          | N/A             | N/A             | N/A             | 4/10            | N/A             |
| Game Informer      | 4/10            | N/A             | 5,75/10         | 5,75/10         | N/A             |
| GamePro            | [ 17 ]          | [ 18 ]          | [ 19 ]          | [ 19 ]          | N/A             |
| GameSpot           | 7,3/10          | 7/10            | N/A             | 6,3/10          | 6,6/10          |
| GameSpy            | [ 24 ]          | [ 25 ]          | [ 26 ]          | N/A             | N/A             |
| GameTrailers       | N/A             | N/A             | 8/10            | 8/10            | N/A             |
| GameZone           | 7,7/10          | N/A             | 7,4/10          | 7,7/10          | N/A             |
| IGN                | 7,5/10          | 7/10            | 4,5/10          | N/A             | 7,8/10          |
| Nintendo Power     | 8/10            | 7/10            | N/A             | N/A             | N/A             |
| OPM                | N/A             | N/A             | [ 36 ]          | N/A             | N/A             |
| OXM                | N/A             | N/A             | N/A             | 7,8/10          | N/A             |
| Detroit Free Press | N/A             | N/A             | N/A             | [ 38 ]          | N/A             |
| Maxim              | N/A             | N/A             | 8/10            | 8/10            | N/A             |

Игра получила в основном положительные отзывы критиков. На агрегаторах GameRankings и Metacritic версия для DS получила 71,85 % и 73 балла; версия для Game Boy Advance — 71,41 % и 73 балла; версия для Xbox — 65,85 % и 61 балл; версия для PlayStation 2 — 64,53 % and 60 баллов, соответственно.
Иван Сулич из IGN оценил версии для PS2 и Xbox 4.5 балла из 10. Он раскритиковал поведение камеры, боевую систему, графику, дизайн уровней и искусственный интеллект врагов. GameSpy оценил игру более положительно, поставив 4 балла из 5. GameSpot этим же версиям игры поставил 6.3 балла из 10.
Обозреватель из Maxim оценил версии для PS2 и Xbox 8 из 10 баллов и заметил, что «Игра, как и фильм, неожиданно хороша и полна качественного экшена». В то же время, рецензент из Detroit Free Press дал этой же версии две звезды из четырёх и сказал, что «плохой игровой процесс, граничащий с монотонностью, — это главная проблема этой игры».